# Orbea rangeana
Orbea rangeana là một loài thực vật có hoa trong họ La bố ma. Loài này được (Dinter & A. Berger) L.C. Leach mô tả khoa học đầu tiên năm 1978.